# Makoto Matsuura
Makoto Matsuura (松浦 麻琴, Matsu'ura Makoto) est une ancienne joueuse de volley-ball japonaise née le 9 septembre 1986 à Asakura (Préfecture de Fukuoka). Elle mesure 1,73 m et jouait au poste de passeuse. Elle a totalisé 6 sélections en équipe du Japon. Elle a mis un terme à sa carrière de volleyeuse professionnelle en juin 2014 ().

## Clubs
| Club              | De        | À         |
| ----------------- | --------- | --------- |
| Kaetsu University | 2005-2006 | 2008-2009 |
| Hitachi Rivale    | 2009-2010 | 2009-2010 |
| NEC Red Rockets   | 2010-2011 | 2013-2014 |

## Palmarès
- Tournoi de Kurowashiki
  - Finaliste : 2011, 2013.